# Theodor Wünzer
Julius Maria Theodor Wünzer (* 4. Oktober 1831 in Schwabmünchen; † 18. Mai 1897 in Darmstadt) war ein deutscher Schauspieler, Regisseur und Theaterintendant.

## Leben
Theodor Wünzer war ein Sohn des kgl. bayerischen Steuerliquidations-Kommissärs Franz Ignaz Theodor Wünzer und seiner Ehefrau Magdalena, geb. Schmidt. Bedingt durch die häufigen Versetzungen und damit Verlegungen des Wohnsitzes seines Vaters wechselte Wünzer mehrfach die Schule. So besuchte er zunächst die Elementarschule in Regensburg und ab 1843 für zweieinhalb Jahre die Lateinschule des Gymnasiums in Landshut. Hier erhielt er zusätzlich Geigenunterricht und bekam – wegen seiner schönen Altstimme (bis zum Stimmbruch) – eine Stelle als Sänger an St. Martin, u. a. zusammen mit dem späteren Opernsänger Ludwig Zottmayr (1828–1899). Nach dem anschließenden Besuch des Gymnasiums in Bamberg trat er nach der erneuten Versetzung des Vaters im Februar 1850 in die 3. Gymnasialklasse des Münchner Maximiliansgymnasiums ein und legte hier 1851 die Abiturprüfungen ab. Er studierte zunächst Philosophie und Rechtswissenschaften an der Universität München.
Daneben nahm er privat Schauspielunterricht bei dem Schauspieler Friedrich Haase, der am Münchner Hoftheater unter Franz von Dingelstedt wirkte. 1854 debütierte er als „Valentin“ in Goethes „Faust“ am Regensburger Stadttheater und wirkte anschließend in Augsburg, Würzburg, Kissingen, Zürich und Chemnitz. Von 1856 bis 1864 trat er am Hoftheater in Weimar auf, war anschließend Schauspieler und Regisseur in Zürich, 1865 in Riga und 1866 am Stadttheater in Köln. 1866 berief ihn Herzog Georg II. an das Hoftheater in Meiningen, von wo aus er 1868 auch Regie am Theater der Sommerresidenz des Herzogs in Liebenstein führte. 1869 bis 1874 trat er am königlichen Schauspielhaus in Berlin auf und führte dort ab 1870 auch Regie. 1873 gastierte er an der Mannheimer Hofbühne; 1874 ging er als Schauspieler und Regisseur an die Hofbühne in Darmstadt, erhielt 1877/78 die Leitung des Schauspiels, wurde 1877 zum Oberregisseur ernannt und übernahm 1879 bis 1894 die Direktion. Im Rang eines Geheimen Hofrats trat er anschließend in den Ruhestand.
1860 heiratete Wünzer in der Weimarer Hofkirche die großherzoglich-sächsische Hofschauspielerin Clementine Pabst. Der Ehe entstammten der Sohn Rudolf (1862–1929) und die Tochter Mathilde (* 1864).

## Auszeichnungen
- 1869: Goldene Verdienstmedaille des Herzoglich Sachsen-Ernestinischen Hausordens.
- 1. Mai 1894: Komturkreuz II. Klasse des Hessischen Philippsordens, anlässlich der Verabschiedung vom Hoftheater Darmstadt.

## Autographen
- 2 Briefe an das Königliche Schauspielhaus Berlin, Berlin, 29. Oktober 1872:  Staatsbibliothek zu Berlin, Handschriftenabteilung, Slg. Darmstaedter.